# Eilif Straume
Eilif Straume (2 de octubre de 1928 - 18 de agosto de 2012) fue un escritor, profesor y crítico noruego.
Obtuvo su licenciatura en cand.philol. Trabajó como profesor de secundaria en Eidsvoll y en Stavanger Cathedral School, pero es más conocido por su tiempo en la Corporación de Radiodifusión Noruega. También fue consultor de Fjernsynsteatret y un crítico literario y teatral en el diario Aftenposten. Él publicó una colección de poemas en 1997, y ha sido un lector prolífico en libros de audio.
Fue miembro de la Academia de la Lengua y la Literatura de Noruega, y se sentó en el comité que otorga el Premio de la Sociedad de Literatura Riksmål. También fue miembro del consejo de la Asociación de Críticos de Noruega.
Residió en Oslo. Murió en agosto de 2012.